# Tipula byersi
Tipula byersi är en tvåvingeart som beskrevs av Gelhaus 2005. Tipula byersi ingår i släktet Tipula och familjen storharkrankar. Inga underarter finns listade i Catalogue of Life.